# Mobilisatiekruis 1912/13

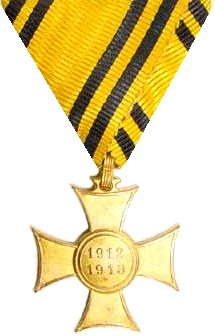
Kruis

Het Mobilisatiekruis 1912/13 (Duits: Erinnerungskreuz 1912/13) was een Oostenrijks-Hongaarse onderscheiding. Het herinneringskruis werd op 9 juli 1913 gesticht door Keizer Frans Jozef I van Oostenrijk.
Oostenrijk was niet direct betrokken bij de Balkanoorlogen, twee kort op elkaar volgende militaire conflicten op de Balkan, in de jaren 1912 - 1913. Het Oostenrijkse leger was wél in staat van verhoogde paraatheid gebracht. Aan de zuidelijke grenzen werd het leger in september 1912 versterkt.
De onderscheiding was gedacht als een algemeen militair ereteken, vergelijkbaar met het Nederlandse Expeditie-Kruis dat na de instelling bij voorkomende gelegenheden zou worden uitgereikt aan militairen die betrokken waren bij campagnes of mobilisaties. Voor oorlogen was er de Oorlogsmedaille. Ook de Eerste Wereldoorlog die als "Derde Balkanoorlog" was begonnen nadat het door de moord op aartshertog Frans Ferdinand geprovoceerde Oostenrijk-Hongarije zou met een uitgave van het Herinneringskruis worden herdacht, daarvan kwam het niet maar in het Heersgechichlisches Museum in Wenen ligt een proefexemplaar met de jaartallen "1914/15".